# Enstone
Enstone est un village et une paroisse civile de l'Oxfordshire, en Angleterre, qui tire son nom d'une tombe néolithique appelée Ent Stone.
L'usine de conception et de construction de monoplaces de Formule 1 qui s'y trouve est construite en 1992 pour l'écurie Benetton Formula. Elle devient ensuite la propriété de Renault F1 Team, puis celle de Lotus F1 Team avant de redevenir la base technique en Angleterre de Renault à partir de la saison 2016 devenue Alpine F1 Team à partir de 2021.

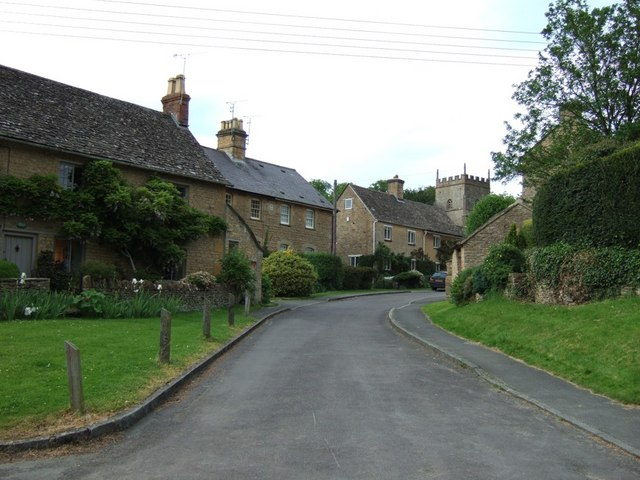
Enstone